# Kabaret U dobré pohody
Kabaret U dobré pohody byl zábavný pořad Československé televize, který vznikal v letech 1973 až 1980. Byl prezentován jako „pestrý kaleidoskop písniček, scének, parodií a veselých výstupů s populárními hereckými a pěveckými osobnostmi“.
Zvláštností pořadu bylo jednak důsledné označování jednotlivých dílů pořadovými čísly bez podtitulů (tematické zaměření toho kterého dílu pak obvykle doplnil konferenciér při svém úvodním slovu), jednak fakt, že úvodní a závěrečná píseň byly s výjimkou textových detailů shodné včetně podobné choreografie. Dramaturgie pořadu se vyhýbala politickým narážkám a díky tomu se před kameru mohly vrátit osobnosti prvorepublikové zábavy (Inka Zemánková, Jára Pospíšil, Hana Vítová aj.), úspěch slavily i výstupy členů Divadla Járy Cimrmana. Součástí programu některých dílů byla hudební feérie tematicky příbuzných písní, interpretovaných řadou zpěváků a herců. 
Vzhledem k tomu, že pořad vznikal v rámci II. programu Československé televize, stal se jedním z prvních zábavných pořadů, které byly od počátku vyráběny výhradně v barevné verzi (například přímý předchůdce Kabaret U zvonečku, laděný spíše do prvorepublikového stylu, byl pouze černobílý). Některé z dílů byly vcelku reprízovány až po téměř půlstoletí na nostalgickém programu ČT3, ale nikoliv všechny – není tedy známo, zda se dochoval kompletní archiv pořadu. Z úspěšných čísel byly vytvořeny nejméně dva sestřihy a jedna dlouhohrající gramofonová deska, řada výstupů se objevila i v jiných střihových a vzpomínkových pořadech v televizi i rozhlasu.

## Seznam dílů

### Původní díly
| Č. dílu | Téma                                                       | Průvodní slovo                                                                     | Hudební doprovod                                                                                               | Vyrobeno | Premiéra                             | Délka    |
| --- | ---------------------------------------------------------- | ---------------------------------------------------------------------------------- | --- | -------- | ------------------------------------ | -------- |
| 1 | úvodní díl                                                 | Miloslav Šimek, Luděk Sobota za pomoci slovníkových definic podle knihy B. Kočího. | Orchestr Karla Vlacha                                                                                          | 1973     | II. program, 28. července 1973 19:30 | 86 minut |
| Úvodní píseň Zveme vás, páni, dámy, na kabaret zpívá Milan Chladil. Chestertonova scénka z anglického šlechtického sídla (Svatopluk Beneš jako lord Humperdinck, Miloš Kopecký jako komorník James, Václav Sloup jako synovec George, Zuzana Šavrdová jako kuchařka Henrietta, Vítězslav Černý jako zahradník, Lubomír Lipský jako kloboučník). Operní parodii předvedou Milan Karpíšek a Vladimír Jedenáctík. Šanson zpívá Jitka Molavcová. Satirická scénka Takhle by to nešlo, Křivánku (Jan Libíček jako ředitel, Stanislav Fišer jako referent Křivánek, Zdena Balounová jako sekretářka Emilka). Ljuba Hermanová a její taneční číslo o gramofonu. Milena Zahrynowská a Pavlína Filipovská v kupletu o tragické lásce. Pantomima z restaurace (L. Lipský jako číšník, M. Kopecký jako host). Inkognito kvartet a píseň o životosprávě. Scénka o přípravě svatby (Karolina Slunéčková jako svobodná Božena, Jiřina Bohdalová jako vdaná Lucie, Vladimír Menšík jako manžel Fanda, Lubomír Kostelka jako budoucí ženich Venda). Skupina Plavci s písní Lepší je být sám. Mezi účinkujícími je v závěrečných titulkách uveden i Milan Drobný, ale v dochovaném záznamu jeho výstup není. |                                                            |                                                                                    | |          |                                      |          |
| 2 | Díl druhý                                                  | Miloslav Šimek, Luděk Sobota                                                       | (pravděpodobně) Orchestr Karla Vlacha                                                                          | 1973     | I. program, 16. listopadu 1973 20:00 | 61 minut |
| Úvodní píseň Zeměkoule není nic než velká scéna zpívá Laďka Kozderková. Nezdařený úvodní přípitek L. Soboty s M. Šimkem. Píseň Slunce pod kloboukem nosím zpívá Karel Hála. L. Sobota předvádí své kutilské umění. Scénka Kutil James maluje pokoj (Jiří Lír jako tatínek James, Zdena Hadrbolcová jako jeho manželka, Roman Skamene jako syn Timothy, Otto Šimánek jako dědeček, Marie Rosůlková jako babička). Zdravotní problémy Šimka a Soboty. Scénka V zubní ordinaci (Miroslav Homola jako pacient, Hana Valešová jako zubní asistentka). Kuplet o třídní učitelce zpívá Jiří Koutný. Sobota a Šimek o poezii. Šanson Červené milování z pera J. Červeného zpívá Josef Zíma. Restaurační scénka Lidé rozličných povah (Miloš Kopecký jako číšník, Lubomír Lipský jako host). Valérie Čižmárová s písní To byl svět. Sobota a Šimek o příslovích. Scénka Chytráctví (Václav Štekl jako pojišťovák, Dalimil Klapka jako pojištěný Novák, Lubomír Lipský jako ukecaná babička). Ljuba Hermanová se šansonem Jsem vaše Betty (spoluúčinkuje Roman Hemala). Sobotovy verše na závěr. Tančí skupina v choreografii Jiřího Blažka. Mezi účinkujícími jsou v závěrečných titulkách dále uvedeni Rudolf Pellar a Viktor Sodoma se skupinou F. R. Čecha, v dochovaném záznamu jejich výstupy nejsou. |                                                            |                                                                                    | |          |                                      |          |
| 3 | Silvestrovské vydání                                       | Karel Štědrý                                                                       | Orchestr Karla Vlacha                                                                                          | 1973     | II. program, 31. prosince 1973 20:20 | 91 minut |
| Úvodní píseň Atom dobré nálady zpívají Hana Talpová a Pavel Beneš. Ladislav Vodička v kupletu o výchově dětí. Josef Větrovec a Slávka Budínová ve scénce Stříbrné plátno. Ljuba Hermanová a píseň o Arsénu Lupinovi. Operetní parodii Eduarda Basse a Karla Ballinga o mravopočestnosti na gymnáziu v Kocourkově zpívají Settleři. Zasloužilý vedoucí lahůdkářství (Lubomír Kostelka ve scénce M. Horníčka z fotoateliéru mistra Čočky (Lubomír Lipský, pomocník Zdeněk Najman). Karel Hála zpívá o fotografii dívky Annie. Hana Zagorová s písní Náš dům zní smíchem. Scénka Přítel z dětství (Darek Vostřel jako otec, H. Zagorová jako dcera, Karel Koloušek jako dávný přítel Honza Sádlo z Vinohrad). Milostná halekačka skupiny Saze. Jiří Suchý s písní Mami, von na mě mrk, Jitka Molavcová s písní Poslal si mě pan Beránek pro pivo, jejich společný duet Mám už tě dost. Uršula Kluková, Josef Dvořák a Miroslav Homola ve scénce Z kamenných dob Rádiožurnálu. Laďka Kozderková s písní Já mám ráda kominíka. V pořadu vystupoval dále MA-MA-kvartet a taneční skupina ČST. |                                                            |                                                                                    | |          |                                      |          |
| 4 |                                                            |                                                                                    | | 1974     |                                      |          |
| 5 | Díl pátý                                                   | Karel Štědrý včetně imitátorských výstupů                                          | (pravděpodobně) Orchestr Karla Vlacha                                                                          | 1974     | II. program, 8. června 1974 20:00    | 77 minut |
| Úvodní píseň Vejděte pánové zpívá Marta Šafaříková. K. Štědrý s písní Každý to má rád, když mu začnou hrát. Scénka Slon na koupání (Luděk Kopřiva jako pan Procházka, Stanislav Fišer a Roman Hemala jako chuligáni). Viktor Sodoma a Skupina Františka Ringo Čecha s písní Zázračný slon Béďa. K. Štědrý o anekdotách. Jára Pospíšil a operetní píseň Líbám ženy vás tak rád. Scénka z kanceláře divadelního ředitele (Václav Voska jako ředitel, Jiřina Bohdalová jako uchazečka). Jaroslav Štercl zpívá kuplet o své životní smůle, spoluúčinkuje Vítězslav Černý. Eva Pilarová s písní Kolotoč. Kouzelnické vystoupení Prodejce suršpecielních kravat značky Sen(o) Hollywoodu (eskamotér je pravděpodobně M. Trnka?). Taneční vystoupení na charlestonovou směs (Josef Koníček a E. Boubelíková). Kuplet Eduarda Basse o rodinných vztazích v podání Lubomíra Lipského. Rodinné setkání po letech – Ilja Prachař jako zaneprázdněný otec-herec, Jaromír Hanzlík jako stejně zaneprázdněný syn-stavební inženýr. Settleři s téměř parodickou směsí trampských písní. Mezi účinkujícími jsou v závěrečných titulkách dále uvedeni M. Zahrynowská, D. Vlachová, Z. Balounová, E. Lorencová. Tančila baletní skupina Městských divadel pražských. |                                                            |                                                                                    | |          |                                      |          |
| 6 | Díl šestý                                                  | Karel Štědrý                                                                       | (pravděpodobně) Orchestr Karla Vlacha                                                                          | 1974     | I. program, 13. července 1974 20:00  | 81 minut |
| Úvodní píseň Kabaret je smíchu tobogán zpívá K. Štědrý. Šanson On je někdo s klavírem, malou dechovkou a vokálním doprovodem zpívá Hana Zagorová. Scénka Podezřelá nečekaná návštěva (Růžena Merunková jako Mařenka, Vladimír Menšík jako návštěvník František, Zdeněk Dítě jako manžel). Jaromír Mayer a píseň Hádavá dívka. Michal Tučný se Zelenáči zpívají baladu Feleena z El Pasa. Scénka Náhrdelník (Miloš Kopecký jako klenotník Rivaltin, Květa Fialová jako podvodnice, Ota Sklenčka jako psychiatr profesor Champien). Josef Laufer s písní Justýnka a dragoun. Arnošt Kavka s písněmi Havanská noc a Máňa, přičemž hraje na troje syntezátory. Jaroslav Štercl s písní Lesů pán. Ljuba Hermanová se šansonem o starém gramofonu. Miloslav Šimek, Luděk Sobota a Petr Nárožný odpovídají na problém Má se ve vlaku zapřádat rozhovor se spolucestujícími?. Zamilovaná operetní směska - zpívají Laďka Kozderková, Jiří Koutný, Milena Zahrynowská, Milan Karpíšek, Vladimír Jedenáctík, spoluúčinkují Jiří Lír jako herec, Mirko Musil jako inspicient, František Filipovský jako dirigent. |                                                            |                                                                                    | |          |                                      |          |
| 7 | Díl sedmý, tentokrát o vodě, lodích a rybách               | Karel Štědrý                                                                       | (pravděpodobně) Orchestr Karla Vlacha                                                                          | 1974     |                                      | 74 minut |
| Úvodní píseň Kabaret je svět zpívá K. Štědrý. Skupina Kamarádi táborových ohňů s písní Lodník je pán (spoluúčinkuje Olga Blechová jako šenkýřka). Hospodská scénka Rybářská krčma: K. Štědrý, Jiří Bruder, Luděk Kopřiva, Jiří Krampol, Ladislav Potměšil, Miroslav Homola, Roman Hemala a Vítězslav Černý. Kontrabasové kvinteto, KTO a K. Štědrý s písní Za vejtoňskou hospodou. Miluše Voborníková a Petr Spálený s písní Pod Karlovým mostem. Satirická scénka Řemeslníci v obchodě (J. Krampol, Zdeněk Najman, Mirko Musil, Jiří Lír, Josef Haukvic, Lubomír Kostelka, Zdenka Balounová). KTO, O. Blechová a Waldemar Matuška s písní o desperátovi. Baletní vystoupení Kouzelný valčík. Kuplet O milování Pepy a Máni (Jan Faltýnek, Luba Skořepová). Bramborové divadlo o pomstě hraběcího ducha (mluví Jiří Brož a L. Skořepová). Ella Šárková s písní o módě. Lubomír Lipský, Vladimír Menšík a Stella Zázvorková vyplňují v kavárně kvíz o šťastném manželství. Buřinky a Berušky Petra Dudeška s vlastní písničkovou směsí. Mezi účinkujícími jsou dále uvedeni Miloš Nedbal, Milena Zahrynowská aj. |                                                            |                                                                                    | |          |                                      |          |
| 8 | Díl osmý, tentokrát na téma žen                            | Karel Štědrý, Naďa Urbánková                                                       | Orchestr Václava Hybše                                                                                         | 1975     | II. program, 3. srpna 1974 21:25     | 72 minut |
| Úvodní píseň Kabaret jak dřív zpívá N. Urbánková. K. Štědrý upozorní, že je nejenom Mezinárodní den žen, ale po celý rok 1975 se slaví Mezinárodní rok žen. Následuje feérie 18 písní s květinovou tematikou "v exportním balení", během níž zpěváci (Aleš Ulm, Milan Karpíšek, Vladimír Jedenáctík, K. Štědrý, Josef Zíma) přinášejí květiny jednotlivým divačkám v publiku. Špičkování K. Štědrého a N. Urbánkové za pomoci citátů světových i českých klasiků. Píseň Až si přečtem klasiky (skupina ÚV SSM Plameny – V. Práglová, V, Volfová, S. Svobodová). Scénka Referát o ženské rovnoprávnosti (Josef Větrovec, Slávka Budínová). Šanson o ostrově Žofín zpívá Ljuba Hermanová. Píseň Syčák mezek s jedinečnou mexickou choreografií zpívá K. Štědrý s doprovodem Skupiny F. R. Čecha. Kabaretní kuplet Jednou sem, jednou tam zpívá Olga Veselá. Ladislav Smoljak předvádí sedmiválcový hrací poloautomat vlastní konstrukce, se dvěma programovými okruhy a ruční brzdou. Šanson Maestro tango zpívá Hana Hegerová se studiovou skupinovou Milana Dvořáka. Miloslav Šimek, Luděk Sobota a Petr Nárožný radí hospodyňkám, zda nutit či nenutit hosty k jídlu. K. Štědrý s písní Já mám rád holky a muziku. Feérie písní zaměřených na mužská jména (Marta Šafaříková, Milena Zahrynowská, Věra Nerušilová, O. Veselá, Jitka Molavcová). Při tanečních a hudebních číslech spoluúčinkoval estrádní orchestr Slávinky, tančila Baletní skupina ČST, choreograf Josef Koníček. |                                                            |                                                                                    | |          |                                      |          |
| 9 | Díl devátý                                                 | Karel Štědrý                                                                       | Orchestr Karla Vlacha                                                                                          | 1975     |                                      | 76 minut |
| Úvodní píseň zpívá Waldemar Matuška. Ladislav Vodička se skupinou Vodomilové zpívá o přírodě a lásce. Scénka z pera Fan Vavřincové Psychoanalýza (Jiřina Bohdalová jako Marie, Jaroslav Kepka jako její manžel Jiří, Iva Janžurová jako návštěva Lucie předvede i stoj na hlavě). W. Matuška a K. Štědrý se svou klasickou písní Opilá bílá myška (údajně po pětisté). Šanson Dívka školou povinná v podání neurčené šestice dam. Scénka z pera Jiřího Melíška U zubaře (Luděk Kopřiva jako MUDr. Jurajda, Otto Šimánek jako poctivý nálezce, Vítězslav Černý jako druhý poctivý nálezce). Operní parodii Otoman a lesní panna přednesou Milan Karpíšek, Vladimír Jedenáctík, Josef Bek a František Filipovský v rolích novodobých Kocourkovských učitelů. Jiří Korn a píseň Tango s neznámou dámou. Proslov o pohádkách Járy Cimrmana přednese Ladislav Smoljak, následné libreto V chaloupky stínu přednesou L. Smoljak (tenor), Zdeněk Svěrák (baryton), Oldřich Unger (bas), Miloň Čepelka (tenor), Pavel Vondruška (soprán), rekvizity zajistí Václav Kotek. Ivan Mládek a Banjo Band s písní Jarky Mottla Samotář. Mezi účinkujícími jsou v závěrečných titulkách dále uvedeni Judita Čeřovská, Ludmila Roubíková, H. Postránecká, V. Boubelíková, Jiří Lír, P. Hlavica, M. Ježil. V dochovaném záznamu jejich výstupy nejsou. |                                                            |                                                                                    | |          |                                      |          |
| 10 | Díl desátý                                                 | Karel Štědrý                                                                       | | 1975     | II. program, 25. října 1975 20:00    | 77 minut |
| Úvodní píseň zpívá Laďka Kozderková. Cestovatelský kuplet zpívá Jaroslav Štercl. Scénka Dobrodružství instalatéra (Jiří Bruder jako lenivý instalatér, Eva Klepáčová jako paní v domácnosti, Josef Bláha jako žárlivý manžel)). Píseň Můj pejsek ví zpívá Alena Tichá. Miloš Kirschner, Bohuslav Šulc, Spejbl a Hurvínek rozprávějí o smíchu a humoru, následně má B. Šulc vlastní scénku s nemluvnětem (dabuje Helena Štáchová). Petr Skoumal a Jan Vodňanský operetně rozebírají vědecký kongres, P. Skoumal a Zdeňka Lorencová přednesou duet o masírování. Milena Zahrynowská s písní o tom, jak to má být, když se chce muž oženit. Scénka o změně vedení v podniku (Josef Kemr jako archivář Datel, Čestmír Řanda jako podnikový ředitel, Jiří Lír jako náměstek Filigrán). Taneční odrhovačka Šroubovák v neobvyklém podání smyčcového komorního kvarteta. Felix Holzmann a František Budín ve scénce Hřbitovní rozhovor. Směs písní z prvorepublikových hospod (Josef Zíma, M. Zahrynowská, L. Kozderková, K. Štědrý, Eva Pilarová, J. Štercl, Lubomír Lipský, Dana Vlachová). Tančila Baletní skupina ČST, choreograf Josef Koníček. |                                                            |                                                                                    | |          |                                      |          |
| 11 | Díl jedenáctý                                              | Karel Štědrý                                                                       | Orchestr Václava Hybše                                                                                         | 1975     | II. program, 31. prosince 1975 19:05 | 87 minut |
| Úvodní píseň Kolotoč písní a kupletů zpívají Jiří Štědroň a Eva Pilarová. Milan Dvořák doprovodí na klavír tři interprety: Ljubu Hermanovou s kupletem o divadelním fermanu, Josefa Beka s humornou silvestrovskou písní, Hanu Hegerovou s protialkoholním šansonem. Scénka Konkurs na pracovníka pro zvláštní poslání (Lubomír Lipský jako osobní referent obchodní organizace, ? jako neúspěšný uchazeč Chvojka, Josef Větrovec jako úspěšný uchazeč Pištora). Settleři s novoroční koledou na téma komunálních nedostatků. Josef Dvořák jako divadelní teoretik i praktik. Judita Čeřovská s písní Akropolis, adieu. Scénka s krásným poklidným večerem u televize (Iva Janžurová jako mladá manželka, Miloš Kopecký jako usedlý manžel trpící její jednoduchostí). Jiří Korn s písní Ramona. Petr Nárožný, Miloslav Šimek a Luděk Sobota s přednáškou o elektřině. Feérie 47 písní se zájmenem JÁ (K. Štědrý, Jitka Molavcová, Laďka Kozderková, Jiří Hrzán, J. Korn, Pavlína Filipovská, Milena Zahrynowská, Jiří Lír, František Filipovský, J. Bek, Helena Růžičková, L. Lipský, Richard Adam, Milan Karpíšek, V. Hybš a tři další). Původní závěrečné titulky k tomuto dílu se nedochovaly (na záznamu jsou nahrazeny novodobými), nejsou tudíž k dispozici informace o jménech všech účinkujících herců, zpěváků a tanečních skupin. |                                                            |                                                                                    | |          |                                      |          |
| 12 | Díl dvanáctý, o vynálezech                                 | Karel Štědrý, včetně několika písní                                                | Orchestr Karla Vlacha                                                                                          | 1976     |                                      | 89 minut |
| Úvodní píseň Mistr Kabaret zpívá Helena Vondráčková. Judita Čeřovská a píseň Sám pod svou hvězdou. Scénka z pera Fan Vavřincové Americké dědictví (Eduard Dubský jako notář, Dana Medřická jako dědička Kovářová, Miloš Kopecký jako dědic Hubáček). Ivan Mládek a Banjo Band s písní Svatební holínky, následuje Luděk Sobota s přednáškou Jak zašít sobě punčochu a s písní Švadlenka Madlenka. Taneční vystoupení skupiny Luďka Švábenského na swingové melodie. Scénka z pera Jana Pixy Kauzální axiomat (Jiří Lír jako vynálezce, Vlastimil Bedrna, Zdeněk Dítě a Milan Mach jako referenti patentového úřadu). Martha a Tena Elefteriadu s písní Od zítřka máme dovolenou. Skupina Plavci s písní Berounka. H. Vondráčková s písní Orchestrion. Miroslav Horníček vypráví o historii audiovizuálních děl. Směs z klasických prvorepublikových operet a muzikálů zazpívají Hana Vítová, Jára Pospíšil, Věra Ferbasová, Svatopluk Beneš, Ella Šárková, Gustav Nezval, Inka Zemánková, František Hanus, Ljuba Hermanová. |                                                            |                                                                                    | |          |                                      |          |
| 13 | Díl třináctý, o jaru a přírodě                             | Karel Štědrý                                                                       | Orchestr Československého rozhlasu, řídí Josef Vobruba                                                         | 1976     |                                      | 71 minut |
| Úvodní píseň Dnes přesně v devět zpívá K. Štědrý. Pavel Liška s písní Čáp na komíně v Hloubětíně. Scénka dvou zmýlených inzerentů v parku (Josef Větrovec jako nápadník, Alena Vránová prodávající kanape). Alena Havlíčková se šansonem o nezbytnosti hledání vztahů. Miroslav Horníček ve dvou vstupech uvádí společenský konverzační katechismus a květomluvu. Groteska z prostředí taneční zábavy (Helena Růžičková jako gardedáma a skupina Cvoci jako frekventanti tanečních). Předváděčka humorného skeče pro televizi (Luba Skořepová jako redaktorka redakce zábavy, Miloš Kopecký jako spoluautor Ženíšek, Lubomír Lipský jako spoluautor Kadlec). Josef Bek zpívá kuplet o svých prvních tanečních a první lásce. Miloslav Šimek, Luděk Sobota a Petr Nárožný pořádají seminář první pomoci. Schovanky s písněmi Výlet za lelky a Buchty makový. Dále účinkoval Sbor Lubomíra Pánka. Tančila Baletní skupina ČST, choreograf Josef Koníček. |                                                            |                                                                                    | |          |                                      |          |
| 14 | Díl čtrnáctý, o koníčkách, zálibách a sběratelství         | Karel Štědrý, včetně několika čísel                                                | Orchestr Československé televize, řídí Václav Zahradník Orchestr Československého rozhlasu, řídí Josef Vobruba | 1976     |                                      | 75 minut |
| Úvodní píseň zpívá Naďa Urbánková. Interview s náhodnými diváky utne Stella Zázvorková. Do studia je přivolán i choreograf Josef Koníček, jenž se pak aktivně účastní tanečního čísla u písně Křídla motýlí (zpívá Yvetta Simonová). Luděk Sobota v monologu o sběratelství a chovatelství, který zakončí písní Žížaly, nebojte se v doprovodu Banjo Bandu. Markéta Johnová s písní Každý muž má hobby. Unikátní vandalskou sbírku pana Maštalíře (Josef Vinklář) obdivuje kriminalista Pištora (František Filipovský). Vědomostní sběratel Jaroslav Štercl vede Souboj s pamětí. N. Urbánková a Country Beat Jiřího Brabce s písněmi Stačilo jen zavolat a Ó, ty to nepochopíš. Scénka Léčka lovce zvuků (Jiří Lír jako svůdník Eduard, Kateřina Burianová jako slečna Růženka). Feérie písní na ptačí téma (Waldemar Matuška, Eva Pilarová). |                                                            |                                                                                    | |          |                                      |          |
| 15 | Díl patnáctý, o divadelních prknech                        | Karel Štědrý, včetně několika písní                                                | Orchestr Československé televize, řídí Václav Zahradník                                                        | 1976     |                                      | 92 minut |
| Úvodní kuplet zpívá Waldemar Matuška. Josef Vinklář, Jana Dítětová, Zdeněk Dítě a Luba Skořepová se rozhodují mezi divadelním představením a hokejovým přenosem. Píseň Chtěla bych tančit jen přednese Věra Vlková. Bohumil Bezouška vypráví o Klubu dobráků v Národním divadle. Ježkova skladba Metamorfózy na téma boha Jupitera a jeho milenek. Hamletův monolog o herectví přednese Luděk Munzar. W. Matuška zpívá o proměně herce v postavu. Klub dobráků se sejde v téměř plném obsazení (B. Bezouška, L. Munzar, Milan Karpíšek, Čestmír Řanda, František Filipovský, Jiří Sovák, Vladimír Jedenáctík), duet Láska nebeská zapějí divadelní tenoři M. Karpíšek a V. Jedenáctík. Hana Hegerová přednese šanson Ráda vzpomínám. Divadelní autor Čutora (Miloš Kopecký) deklamuje o půl třetí ráno svou hru Nehas, co tě nepálí divadelnímu řediteli (Josef Beyvl). Věra Nerušilová a F. Filipovský v hudební grotesce o divadelním konkursu. Miroslav Horníček o prehistorii i současnosti herecké profese. Ljuba Hermanová a její píseň Blázni z povolání. Tančila Baletní skupina ČST, choreograf Josef Koníček. |                                                            |                                                                                    | |          |                                      |          |
| 16 | Díl šestnáctý, o Praze                                     | Karel Štědrý včetně hudebních vstupů                                               | Orchestr Karla Vlacha                                                                                          | 1977     |                                      | 86 minut |
| Úvodní píseň Kabaret zpívá a tančí zpívá Jiří Korn. Budovatelskou píseň Vteřiny dnů přednesou Eva Pilarová a Karel Hála. Scénka z pera Jiřího Melíška o tom, jak může v nočním vlaku z Olomouce dopadnout setkání dvou osob jedoucích do Prahy na školení (Iva Janžurová jako referentka KRZDČ Jarmila Chlebová, Stanislav Remunda jako referent LŠČPN Josef Houska, Helena Růžičková jako průvodčí ČSD), zakončeno duetem o matce měst. Slovenští gazdové se snaží letět do Prahy na služebku, ale skončí v baru na letišti v Bratislavě (Ivan Krajíček a Oldo Hlaváček jako gazdové, Zora Kolínska jako hlasatelka a barmanka ČSA). Feérie písní o Praze (Josef Bek, Jára Pospíšil, Olga Veselá, Roman Horák, Josef Zíma, Jaroslav Štercl, Laďka Kozderková, Milena Zahrynowská). J. Korn předvede stepařskou akrobacii a zazpívá píseň na melodii The Entertainer z filmu Podraz. Miloslav Šimek a Luděk Sobota v rozhovoru o seznamování. Aleš Ulm a Valérie Čižmárová s budovatelskou písní Jezdíme metrem. Miroslav Horníček vypráví o pražských domovních sochách. Druhá feérie písní o Praze (V. Čižmárová, O. Veselá, Pavlína Filipovská, J. Zíma, R. Horák, K. Vlach, L. Kozderková, A. Ulm). Dále účinkoval Sbor Lubomíra Pánka. Tančila Baletní skupina ČST, choreograf Josef Koníček. |                                                            |                                                                                    | |          |                                      |          |
| 17 | Díl sedmnáctý, o rekreaci a regeneraci                     | Karel Štědrý včetně hudebních vstupů                                               | Orchestr Československé televize                                                                               | 1977     | I. program, 3. září 1977 19:50       | 79 minut |
| Úvodní píseň Vlak jménem kabaret zpívají Hana Buštíková a Milan Karpíšek. Pavel Liška a vokální trio Jezinky s písní o dámách v cukrárně. Michal Tučný s písní Prodavač. Počátky veksláckých podvodníčků v ČSSR na schůzce ve vinárně (Josef Větrovec jako taxikář Ženíšek, Dana Medřická jako jeho žena, Vladimír Menšík jako „italský“ podvodník, Karel Effa jako „kriminalista“, ? jako číšník). Hana Zagorová s cikánskou Písní, co se nevrátí. Settleři s trempskou písní. Sousedé si vyprávějí o dovolené při opravě auta na ulici (Jiří Bruder, Jiří Lír). Taneční vystoupení na téma letní plovárny. Milan Drobný s písní Vem' plavky a pojď. Luděk Sobota a Miloslav Šimek ve scénce z knihkupectví. H. Buštíková s písní o seznámení v Karlových Varech. Karel Černoch s písní Všechno přejde, než se vdáš. H. Zagorová s písní Louka vábí. Plavci s písní Muž, který chybuje. Miroslav Horníček vypráví o létu. Feérie písní o počasí a o létě (K. Černoch, H. Buštíková, K. Štědrý, Jitka Molavcová, Plavci, K. Effa, Viktor Sodoma, M. Drobný) + Jaroslav Čejka jako číšník. Původní závěrečné titulky k tomuto dílu se nedochovaly (na záznamu jsou nahrazeny novodobými), nejsou tudíž k dispozici informace o jménech všech účinkujících herců, zpěváků a tanečních skupin. |                                                            |                                                                                    | |          |                                      |          |
| 18 | Díl osmnáctý, o světových kabaretních scénách              | Karel Štědrý s řadou historizujících vstupů u spinetu                              | Orchestr Karla Vlacha                                                                                          | 1977     | I. program, 24. prosince 1977 23:10  | 98 minut |
| Úvodní píseň Kaba-kaba-kabaret zpívají Eva Pilarová a Waldemar Matuška. Judita Čeřovská s písněmi Marlene Dietrichové. Miroslav Horníček rozpráví o definici kabaretu. Karel Hála se světáckým blues. Stepařské trio Vlastimil Jílek, Petr Zámostný a Josef Brozman. Luděk Sobota a Miloslav Šimek jako mistři hororu. Yvetta Simonová s písní Svět ve starém stylu. W. Matuška s písní Jako Sindibád. Nesnesitelná rekreantka Jiřina Bohdalová na recepci zotavovny přivede recepčního Jiřího Líra nejprve do rozpaků a pak do mdlob. Hana Zagorová s písní Édith Piaf. Stella Zázvorková a Vladimír Menšík ve scénce v nádražní pokladně.. Naďa Urbánková s písní Můj nejsladší. Ljuba Hermanová s monologem o mužích a třemi kuplety na toto téma. Jaroslav Čejka a Jiřina Kottová v taneční grotesce á la Charlie Chaplin. Scénka Biftek (z repertoáru leningradského Divadla miniatur) – Miloš Kopecký jako hladový host, Lenka Kořínková jako servírka Marie, Luba Skořepová jako vrchní, Eva Klepáčová jako vedoucí provozovny. Jitka Zelenková, Vlasta Kahovcová a Jarmila Gerlová s písní Náš tingltangl. Milan Chladil s trojicí písní Maurice Chevaliera. Směs písní z Divadla Semafor (K. Štědrý, W. Matuška, E. Pilarová, N. Urbánková, P. Filipovská). Tančila Baletní skupina ČST, choreograf Josef Koníček. |                                                            |                                                                                    | |          |                                      |          |
| 19 | Díl devatenáctý                                            |                                                                                    | | 1977     |                                      | 89 minut |
| 20 | Díl dvacátý, s letní tematikou sportu a zdraví             | Karel Štědrý                                                                       | Orchestr Karla Vlacha                                                                                          | 1978     | I. program, 8. července 1978         | 85 minut |
| V tomto dílu byla poprvé pro zahájení i ukončení dílu použita píseň Kabaret u dobré pohody, která vydržela až do posledního dílu. Celé studio bylo pojato jako miniatura sportovního stadionu i s dráhami, hřištěm na kopanou, mantinely a tribunami. Aktivní horolezkyně Inka Zemánková s písní Bloudím v rytmu melodie. Sportovní teoretik Miroslav Horníček vypráví o fandovství a o návštěvě fotbalu s Milošem Kopeckým. Směs písní o sportu zpívají Aleš Ulm, K. Štědrý, Michal Tučný, Olga Blechová, Pavlína Filipovská, Lubomír Lipský, Iva Janžurová, Uršula Kluková, František Filipovský, Olga Veselá, Jiří Helekal a Helena Růžičková. Doslovné provedení sportovních frází za použití ilustrací předvede K. Štědrý. Klavírista Jiří Korn a houslistka Naďa Konvalinková s písní Ano, maestro. Ladislav Smoljak učí sebeobraně téměř dvoumetrovou divačku. P. Filipovská a I. Janžurová s kupletem Členka veslařského klubu regaty. Odpovědna sportovních dotazů. Viktor Sodoma s písní Golf odmítám. Písnička Asi, asi v netradičním podání. Ivan Mládek jako reportér z Grand Prix Monaka s ruchovými efekty v podání Banjo Bandu, který následně předvede píseň Ve Špindlerově Mlýně. K. Štědrý s hašlerovkou Tulák. Skupina Zelenáči s písní Holky jdou. Miloslav Šimek, U. Kluková a Josef Fousek ve scénce z veloprodejny. Waldemar Matuška a skupina KTO s písní Nebe plný balónů. F. Filipovský, P. Filipovská a Petr Altman ve scénce ze zubařského křesla. Hana Zagorová s písní Prášky. L. Lipský, Miroslav Homola a H. Růžičková ve scénce z čekárny u lékaře. Směs písní o nemocích a léčení přednesou P. Filipovská, Milan Chladil, F. Filipovský, H. Zagorová, Václav Neckář, W. Matuška, O. Blechová a I. Mládek. Dále účinkovaly Sbor Lubomíra Pánka a Skupina Karla Vágnera. Tančil Balet ČST, choreografové Josef Bádal a Josef Koníček. |                                                            |                                                                                    | |          |                                      |          |
| 21 |                                                            |                                                                                    | | 1978     |                                      |          |
| 22 | Díl dvacátý druhý, zimní                                   | Karel Štědrý                                                                       | Orchestr Karla Vlacha                                                                                          | 1978     | I. program, 25. prosince 1978        | 92 minut |
| Píseň Když padají vločky zpívá Eva Hurychová. Miroslav Horníček a Miloš Kopecký. Vánoční směs písní: Milan Drobný, Naďa Urbánková, Yvetta Simonová, K. Štědrý, Pavlína Filipovská, Milan Chladil, E. Hurychová. Hana Talpová s hašlerovkou Když padá v Praze bílý sníh. Scénka z advokátní kanceláře: Václav Štekl jako vedoucí právník, Jiří Lábus jako zraněný, Uršula Kluková jako písařka. N. Urbánková s písničkou Klouzačka. Felix Slováček s instrumentálním provedením písně A Whiter Shade Of Pale. Baletní vystoupení. Jiří Korn s písní Klaudie. Ústečtí humoristé Antonín Charouzek jako družstevník Koudela a Jaroslav Sušický jako rekreující se předseda družstva Adolf se scénkou Meziměstský hovor. Milan Drobný s písní Na horách. Píseň Lojza a Líza předvedou Fešáci: Michal Tučný jako Lojza a Tomáš Linka jako Líza. Scénka ze samoobsluhy: zákazník Vladimír Menšík, pokladní Luba Skořepová a vedoucí prodejny Petr Nárožný ve sporu o návrat zálohované lahve. Jiří Hrzán a Lenka Kořínková s písní Chumelí se, chumelí. Miloslav Šimek a Luděk Sobota s přednáškou o zvířátkách. Feérie písní se zimní tematikou: N. Urbánková, H. Talpová, M. Chladil, Y. Simonová, skupina Jezinky, V. Koudelová. Dále účinkoval Sbor Lubomíra Pánka. Tančily Balet ČST a balet divadla Laterna magika, choreografové Josef Bádal a Josef Koníček. Mezi účinkujícími je v závěrečných titulkách uveden i Pavel Liška. V dochovaném záznamu jeho vystoupení není. |                                                            |                                                                                    | |          |                                      |          |
| 23 | Díl dvacátý třetí                                          |                                                                                    | | 1979     |                                      | 79 minut |
| 24 | Díl dvacátý čtvrtý                                         |                                                                                    | | 1979     |                                      | 82 minut |
| 25 |                                                            |                                                                                    | | 1979     |                                      |          |
| 26 | Díl dvacátýšestý, veselý a ko(u)zelný                      | Karel Štědrý, Dagmar Veškrnová, František Filipovský, Petr Kravčík                 | Orchestr Václava Hybše                                                                                         | 1980     |                                      | 95 minut |
| Velkopopovická Kozlovka a Marie Hanzelková s písní Lék dobré nálady. Hudební parodie na téma operních tenorů. Manželská scénka Lístky do divadla (Svatopluk Beneš, Jiřina Bohdalová). Eva Pilarová s písní Pořád stejně já. V orchestrální Trumpet blues si zahraje i sám kapelník Václav Hybš. Laďka Kozderková v parodii Já už jsem vdaná (Y Viva Espana). Miroslav Horníček o kouzelnících. Jitka Molavcová s písní Vzducholoď. Naďa Urbánková s písní Kudy, kudy. Okénko hostů: nejstarší a nejmladší účastníci II. festivalu heligonkářů v Hořovicích: Alois Kočka (85 let), Petr Kvaltín (10 let). Fenomenální hráč na bicí Petr Šprunk zahraje poslepu na xylofon. Josef Větrovec a Vlastimil Bedrna ve scénce o napáleném kouzelníkovi. Ondřej Havelka a Swingové trio Ypsilonky s písní Chyťte brouka. Josef Bek s písní Až se můj čas ponachýlí. Kouzelnický výstup s gilotinou. Fešáci s písní Co na Fešáky neplatí. Miloslav Šimek (dr. Brejcha) a Luděk Sobota (Líbezný) ve scénce Advokátní kancelář. Písničková feérie o očích (Jiří Štědroň, L. Kozderková, N. Urbánková, F. Filipovský, K. Štědrý, J. Bek, D. Veškrnová, M. Tučný, Aleš Ulm, L. Sobota). Tančily Balet Laterny Magiky a Balet ČST. |                                                            |                                                                                    | |          |                                      |          |
| 27 |                                                            |                                                                                    | | 1980     | I. program, 12. dubna 1980 20:30     |          |
| 28 |                                                            |                                                                                    | | 1980     |                                      |          |
| 29 | Díl dvacátý devátý, tentokrát se širším generačním záběrem |                                                                                    | | 1980     |                                      | 64 minut |
| 30 |                                                            |                                                                                    | | 1980     |                                      |          |

### Sestřihové díly
| Č.                                  | Název                    | Připravili   | Délka     | Vyrobeno | Premiéra |
| ----------------------------------- | ------------------------ | ------------ | --------- | -------- | -------- |
| 1                                   | Kaleidoskop dobré pohody | není uvedeno | 113 minut | 1978     |          |
| Čísla extrahována z 8. až 11. dílu. |                          |              |           |          |          |
| 2                                   | Přehlídka dobré pohody   | není uvedeno | 72 minut  | 1980     |          |